# Gand-Wevelgem 1960
La Gand-Wevelgem 1960, ventiduesima edizione della corsa, si svolse il 17 aprile su un percorso di 256 km, con partenza a Gand e arrivo a Wevelgem. Fu vinta dal belga Frans Aerenhouts della Mercier-BP-Hutchinson davanti ai suoi connazionali Frans De Mulder e Jef Planckaert.

## Ordine d'arrivo (Top 10)
| Pos. | Corridore            | Squadra                   | Tempo    |
| ---- | -------------------- | ------------------------- | -------- |
| 1    | Frans Aerenhouts     | Mercier-BP-Hutchinson     | 6h35'00" |
| 2    | Frans De Mulder      | Groene Leeuw-Sinalco-SAS  | s.t.     |
| 3    | Jef Planckaert       | Wiel's-Flandria           | s.t.     |
| 4    | Arthur Decabooter    | Groene Leeuw-Sinalco-SAS  | a 38"    |
| 5    | Jo De Roo            | Helyett-Leroux-Hutchinson | s.t.     |
| 6    | Léon Van Daele       | Dr. Mann-Dossche Sport    | s.t.     |
| 7    | Martin Van Geneugden | Carpano                   | s.t.     |
| 8    | Antoon van der Steen | Locomotief-Vredestein     | s.t.     |
| 9    | Frans Schoubben      | Peugeot-BP-Dunlop         | s.t.     |
| 10   | René Van Meenen      | Faema                     | s.t.     |